# Symesita
La symesita és un mineral de la classe dels halurs que pertany al grup de la nadorita. Rep el seu nom de Robert Symes (1937-2016) del departament de mineralogia del Museu d'Història Natural de Londres, Anglaterra.

## Característiques
La symesita és un halur de fórmula química Pb10(SO₄)O₇Cl₄·H₂O. Va ser aprovada com a espècie vàlida per l'Associació Mineralògica Internacional l'any 1998. Cristal·litza en el sistema triclínic. La seva duresa a l'escala de Mohs és 4. És una espècie relacionada amb la mereheadita.
Segons la classificació de Nickel-Strunz, la symesita pertany a «03.DC - Oxihalurs, hidroxihalurs i halurs amb doble enllaç, amb Pb (As,Sb,Bi), sense Cu» juntament amb els següents minerals: laurionita, paralaurionita, fiedlerita, penfieldita, laurelita, bismoclita, daubreeïta, matlockita, rorisita, zavaritskita, zhangpeishanita, nadorita, perita, aravaipaïta, calcioaravaipaïta, thorikosita, mereheadita, blixita, pinalita, ecdemita, heliofil·lita, mendipita, damaraïta, onoratoïta, cotunnita, pseudocotunnita i barstowita.

## Formació i jaciments
Va ser descoberta a la pedrera Torr Works de la localitat de Cranmore, al comtat de Somerset, a Anglaterra (Regne Unit). De manera errònia també van ser mencionats exemplars de la mina Kunibert, a l'estat alemany de Rin del Nord-Westfàlia, però en realitat l'únic indret on ha estat descrita és la seva localitat tipus.